# Bapi (Cameroun)
Pour les articles homonymes, voir Bapi.
Bapi est un village du Cameroun situé dans le département de la Mifi et la Région de l'Ouest. C'est une chefferie Bamiléké.

## Géographie
Bapi est situé à 8,5 km au nord-ouest du chef-lieu communal Baleng.

## Histoire
En 2015, Fô'o Doko Tchinda Flaubert Honoré succède à son père, le roi Tchinda Joseph, et devient à l'âge de 17 ans le 15e souverain de la dynastie Bapi.

## Chefferie
Depuis la création du royaume, 15 chefs ont dirigé cette chefferie de deuxième degré. Il s'agit respectivement de :
- Mbouvifouen
- Tseinprow
- Kopkui
- Ngoulout
- Ndrahafeukop
- Metchouem Fouen
- Tsahafouen
- Wouandoum Ka'am
- Kout Tsahabi
- Ndzaha Ngeuheu
- Kantchouet
- Ndraha Ketsack
- Noupimbong
- Tchinda Noupimbong (décédé le 17 décembre 2014)
- Doko Tchinda Flaubert Honoré (intronisé 14 février 2015)

## Villages
Le groupement de Bapi compte 5 villages : Badiontong, Balatchouet, Balaveng, Bazegam, King-Place Bapi.